# Гречухин, Александр Васильевич
Александр Васильевич Гречухин (25 января 1959, с. Таврическое, Таврический район, Восточно-Казахстанская область, КазССР) — казахстанский государственный и общественный деятель.

## Биография
Гречухин Александр Васильевич родился 25 января 1959 года в селе Таврическое Восточно-Казахстанской области. 

### Образование
В 1976–1980 годах учился в Усть-Каменогорском педагогическом институте по специальности учитель физического воспитания.
В 2000 году окончил Восточно-Казахстанский государственный университет по специальности экономист-менеджер государственных структур.

### Трудовая деятельность
С августа 1980 по январь 1984 года - учитель физического воспитания Азовской средней школы Таврического района Восточно-Казахстанской области.
С января 1984 по март 1986 - директор Азовской средней школы Таврического района Восточно-Казахстанской области.
С марта 1986 по март 1992 года - заместитель председателя исполкома Таврического районного Совета народных депутатов Восточно-Казахстанской области.
С марта 1992 по июль 1997 года - заместитель главы, заместитель акима Таврического района Восточно-Казахстанской области.
С сентября по ноябрь 1997 года - консультант отдела организационно-инспекторской и кадровой работы, территориального развития аппарата акима Восточно-Казахстанской области, г. Усть-Каменогорск
С ноября 1997 по февраль 2002 года - аким Шемонаихинского района Восточно-Казахстанской области.
С марта 2002 по январь 2003 года - аким Глубоковского района Восточно-Казахстанской области.
С января 2003 по январь 2004 года - аким города Усть-Каменогорска.
С января 2004 по март 2006 года - заместитель акима Восточно-Казахстанской области.
С 21 марта 2006 по 12 июля 2007 года - аким Уланского района Восточно-Казахстанской области.
С 12 июля 2007 по октябрь 2009 года - директор департамента образования Восточно-Казахстанской области.
В настоящее время Александр Васильевич возглавляет аппарат президента ТОО «Казгипроцветмет». 

### Общественная деятельность
Председатель Восточно-Казахстанского областного филиала НДП «Нур Отан» (2005-2006).
Депутат Восточно-Казахстанского областного маслихата (01.2012).

### Награды
Награжден Почетной грамотой Республики Казахстан.